# Sahuarita, Arizona
Sahuarita je gradić u američkoj saveznoj državi Arizona. Prema popisu stanovništva iz 2010. u njemu je živjelo 25,259 stanovnika.